# Josué de La Place
Pour les articles homonymes, voir de La Place.
Josué de La Place, né vers 1596 à Saumur où il est mort le 17 ou le 27 août 1655 ou 1656 ou 1665, est un théologien protestant français. Il était également connu sous le nom latin de Josua Placeus.

## Biographie
Issu d’une bonne famille de bourgeoisie parisienne, Josué de La Place, se trouvant, à la mort de son père, sans fortune avec trois frères à sa charge, fut élevé comme proposant, à l’Académie protestante de Saumur, fondée en 1599 par Philippe Duplessis-Mornay. En 1621, à la suite de thèses brillamment passées, il remplaça Duncan, comme professeur de philosophie. Élève de John Cameron, il appartenait, avec Moïse Amyraut et Louis Cappel, au mouvement théologique de Saumur, lequel se démarquait de l’orthodoxie calviniste de l’Académie de Sedan.
L’église de Nantes le demanda comme ministre. Lorsqu’on vit en 1623, après le synode de Charenton, que le roi ne voulait pas revenir sur la décision qu’il avait prise à l’égard de Cameron, l’église de Nantes fut sollicitée de permettre à La Place de venir le remplacer dans la chaire de théologie de Saumur. Le consistoire de Nantes refusa et l’université de Leyde n’ayant pas voulu laisser partir Rivet, l’Académie de Saumur se trouva, pendant quelques années, sans professeur titulaire de théologie. Les deux pasteurs de l’église, Bouchereau et Amyrault y suppléèrent. Louis Cappel, malgré ses occupations, consentit à faire quelques leçons par semaine.
Cette situation dura jusqu’en 1631, où le synode de Charenton ordonna à Josué de La Place de reprendre son poste à l’Académie. En 1642, La Place fut vivement attaqué pour une opinion qu’il avait émise sur le péché originel concernant le dogme de la chute et de l’imputation du péché originel, il soutenait que Dieu impute à chacun son péché, et dégage la responsabilité directe de l’homme dans le péché d’Adam. D’après lui, l’homme est positivement corrompu, mais il subit un mal qu’il n’a pu empêcher. Une telle doctrine fit frémir le camp des orthodoxes, mais il n’en resta pas moins à Saumur, où il mourut.
Il avait épousé en 1623, Marie de Brissac, sœur de Jacques de Brissac, sieur Des Loges, ministre à Loudun. Il était le cousin de Pierre de La Place, philosophe et premier président de la Cour des aides de Paris, assassiné à la Saint-Barthélemy.

## Œuvres
- Theses de Deo essentia uno, et personis trino, quas composuit et Deo aspirante, 1619
- Examen des raisons pour et contre le sacrifice de la messe, 1639
- De statu hominis lapsi ante gratiam, 1640
- Disputationes de argumentis, quisbus efficitur, Christum prius fuisse, quam in utero Beatae Virginis secundam carnem conciperetur, 1649
- Disputationes de testimoniis et argumentis e Veteri Testamento petitis, quibus probatur, Daminum nostrum Iesum Christum esse Deum praeditum essentia divina, 1651
- Traité de l’invocation de saints, 1656
- Disputationes pro divina Dom. nostri Iesu Christi essentia, continens responsiones ad argumenta sectiones I, lib. 1, 1657
- Syntagma thesium theologicarum in Academia Salmuriensi variis temporibus disputatarum, 1664, coécrit avec Moïse Amyraut et Louis Cappel
- Entretiens d’un Père et de son Fils sur la changement de Religion, 1682
- Opera Omnia in unum corpus nunc primum collecta, 2 Bd. 1699/1703

## Sources
- Société des lettres, sciences et arts du Saumurois, Bulletin, Saumur, Godet, 1914, p. 82-3.
- Pierre-Daniel Bourchenin, Étude sur les académies protestantes en France au XVIe et au XVIIe siècle, Paris, Grassart, 1882, p. 412.